# Никольское (Малоярославецкий район)
Никольское — деревня в Малоярославецком муниципальном районе Калужской области в составе сельского поселения «Село Недельное». Расположено на берегу реки Каменка.

## История
В 1694 году село Марьино (Никольское тож) и деревня Чухловка Оболенского уезда значится за Фёдором Ивановичем Поливановым.
В 1782 году село Никольское (Марьино тож) Авдотьи Яковлевны Поливановой, с деревнями Чухлом и Городенка и пустошами в Малоярославецком уезде, с выделенной церковной землей. При селе церковь каменная во имя Николая Чудотворца, деревянный господский дом, сад и пруд. Село стоит на правом берегу реки Каменка.
В 1891 году село Никольское (Поливаново) в Неделинской волости, при селе церковь.

## Население
| 2002 | 2010 |
| ---- | ---- |
| 3    | ↗4   |